# Green Bank-observatoriet
Green Bank-observatoriet är ett observatorium i Green Bank i West Virginia i USA. Det grundades år 1956 av National Science Foundation (NSF) och gjorde sina första observationer två år senare.
Observatoriets största teleskop är ett radioteleskop med en diameter på 100 meter. Det började byggas år 1991 och togs i drift tolv år senare. Det är världens största helt styrbara teleskop och kostade 95 miljoner dollar att bygga. Teleskopet är i drift dygnet runt, 362 dagar om året.
För att minimera störningar från omgivningen är utrustning som avger radiovågor, som mobiltelefoner, Wi-Fi-routrar och mikrovågsugnar, förbjudna på det 34 000 kvadratmeter stora området i vilket den lilla orten Green Bank ingår.
Inom området finns ytterligare tre aktiva teleskop samt ett flertal äldre instrument, bland annat observatoriets första teleskop med en diameter på 26 meter.
I oktober 2016 överfördes Green Bank-observatoriet till en ideell organisation som får visst ekonomiskt stöd från NSF.

## Tidigare teleskop
Observatoriet hade tidigare ett radioteleskop med en diameter på 91 meter (300 fot). Det byggdes  1961 och var då världens största rörliga teleskop. Det föll emellertid plötsligt ihop den 15 november 1988 och kunde inte räddas.

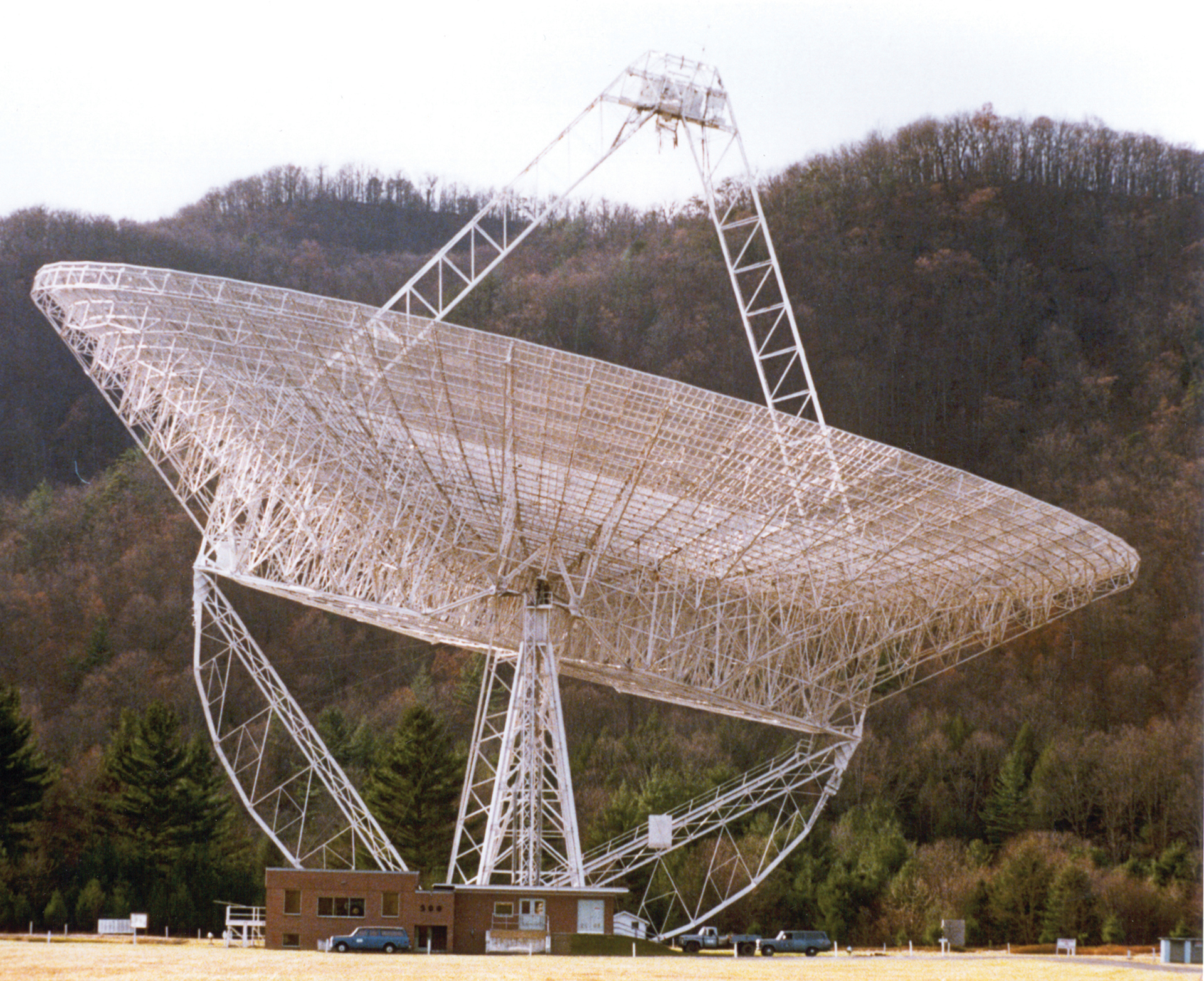
91-meters teleskopet dagen innan raset.
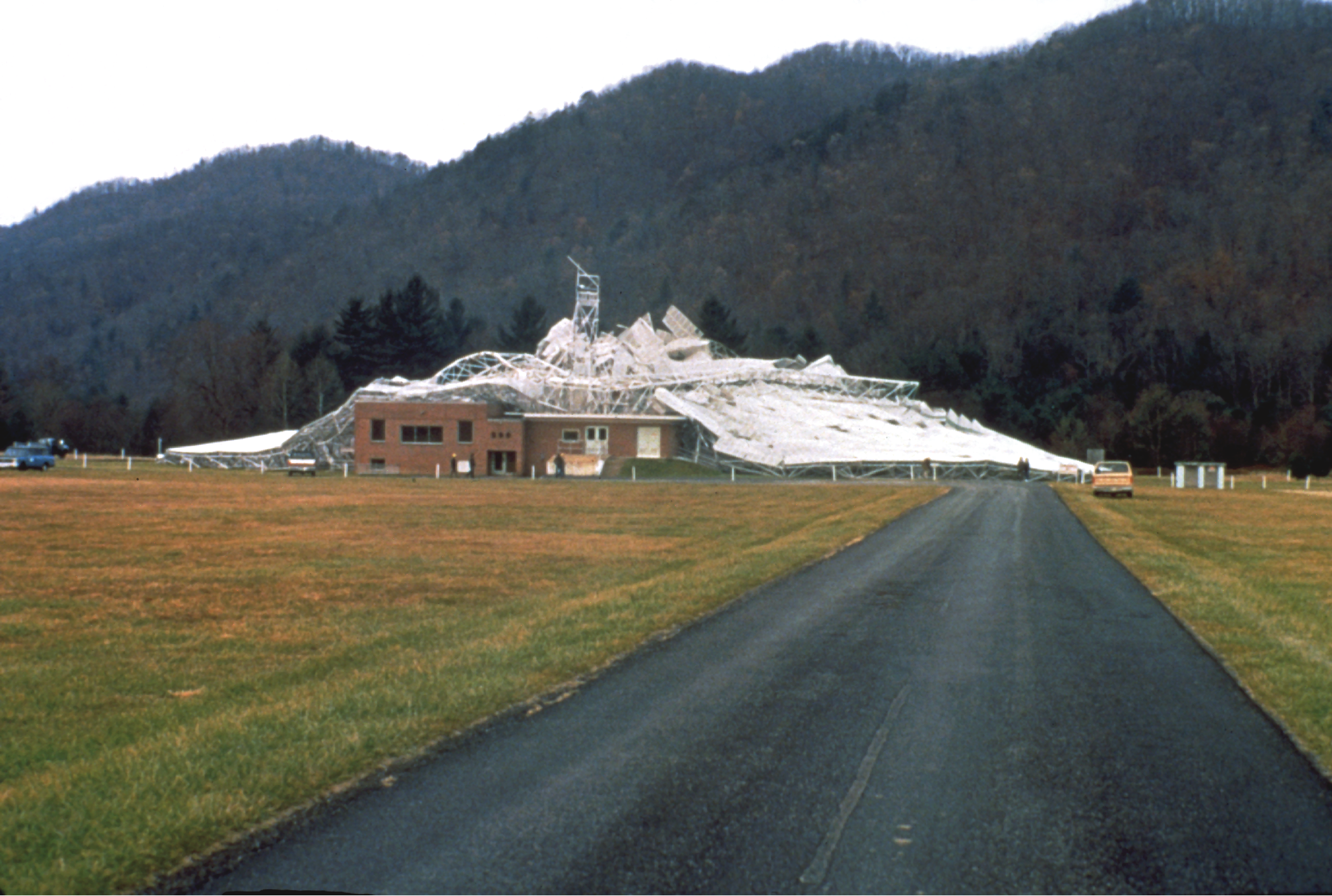
Teleskopet efter raset.